# Altica marevagans
Altica marevagans är en skalbaggsart som beskrevs av Horn 1889. Altica marevagans ingår i släktet Altica och familjen bladbaggar. Inga underarter finns listade i Catalogue of Life.